# Horní Lužice
Horní Lužice (hornolužicky Hornja Łužica, německy Oberlausitz, dolnolužicky Górna Łužyca, polsky Łużyce Górne) je historické území, rozdělené od roku 1945 mezi Německo (většina území), Polsko (menší část) a Česko. Většina německé části je od roku 1990 součástí spolkové země Svobodný stát Sasko, malá část je součástí spolkové země Braniborsko. Téměř celá polská část (území na západ od řeky Kwisy) je součástí Dolnoslezského vojvodství, malá část náleží též k vojvodství Lubušskému. Česká část se rozkládá v okresech Jablonec nad Nisou, Liberec a Děčín (v rámci povodí Lužické Nisy, resp. Odry).
Horní Lužice sousedí na západě s vlastním Saskem, na jihu s Čechami, na východě se Slezskem, na severu s Dolní Lužicí. Centrem Horní Lužice je město Budyšín, největším městem je však Görlitz (Zhořelec), přičemž dnes je polská část Zhořelce samostatným městem pod názvem Zgorzelec.

## Geografie

### Obyvatelstvo
V německé části Horní Lužice žije přibližně 640 000 obyvatel. Většinu tvoří Němci, asi 20 000 obyvatel jsou Lužičtí Srbové, kteří hovoří hornolužickou srbštinou. Polskou část Horní Lužice obývají od roku 1945 Poláci, kteří odsud vyhnali Němce i Lužické Srby.

## Historie
Budyšín a Zhořelec spolu s městy Kamenec, Žitava, Löbau a Lubáň vytvářela až do roku 1815 tzv. Šestiměstí. Do 15. století byla oblast známá jako Milsko, protože ji obýval slovanský kmen Milčanů. Dolní Lužice se nazývala Lužice, protože ji obýval kmen Lužičanů. Později bylo jméno Lužice přejato pro obě části a dochází k rozlišování na Horní a Dolní Lužici.
Od roku 1329 do roku 1635, kdy byla saskému kurfiřtovi dána do dědičné zástavy (jako tzv. česká léna), byla Horní Lužice součástí Zemí Koruny české. Od tohoto roku byla jejich součásti již pouze formální (de iure), fakticky přešly pod Saské kurfiřtství.

## Galerie

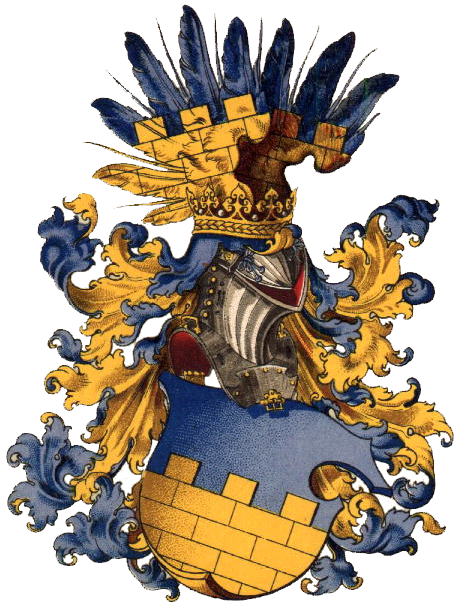
Umělecká podoba hornolužického znaku od H. G. Ströhla
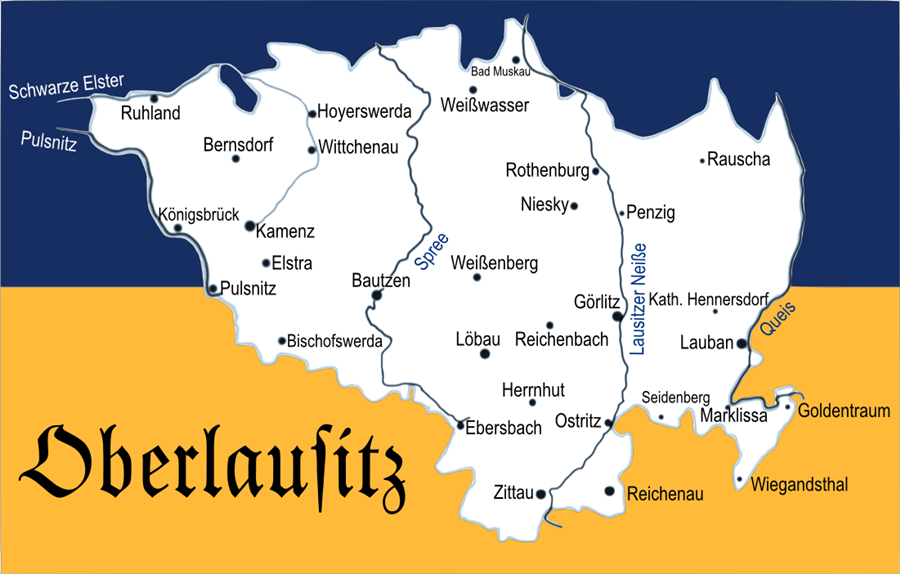
Mapa historické Horní Lužice
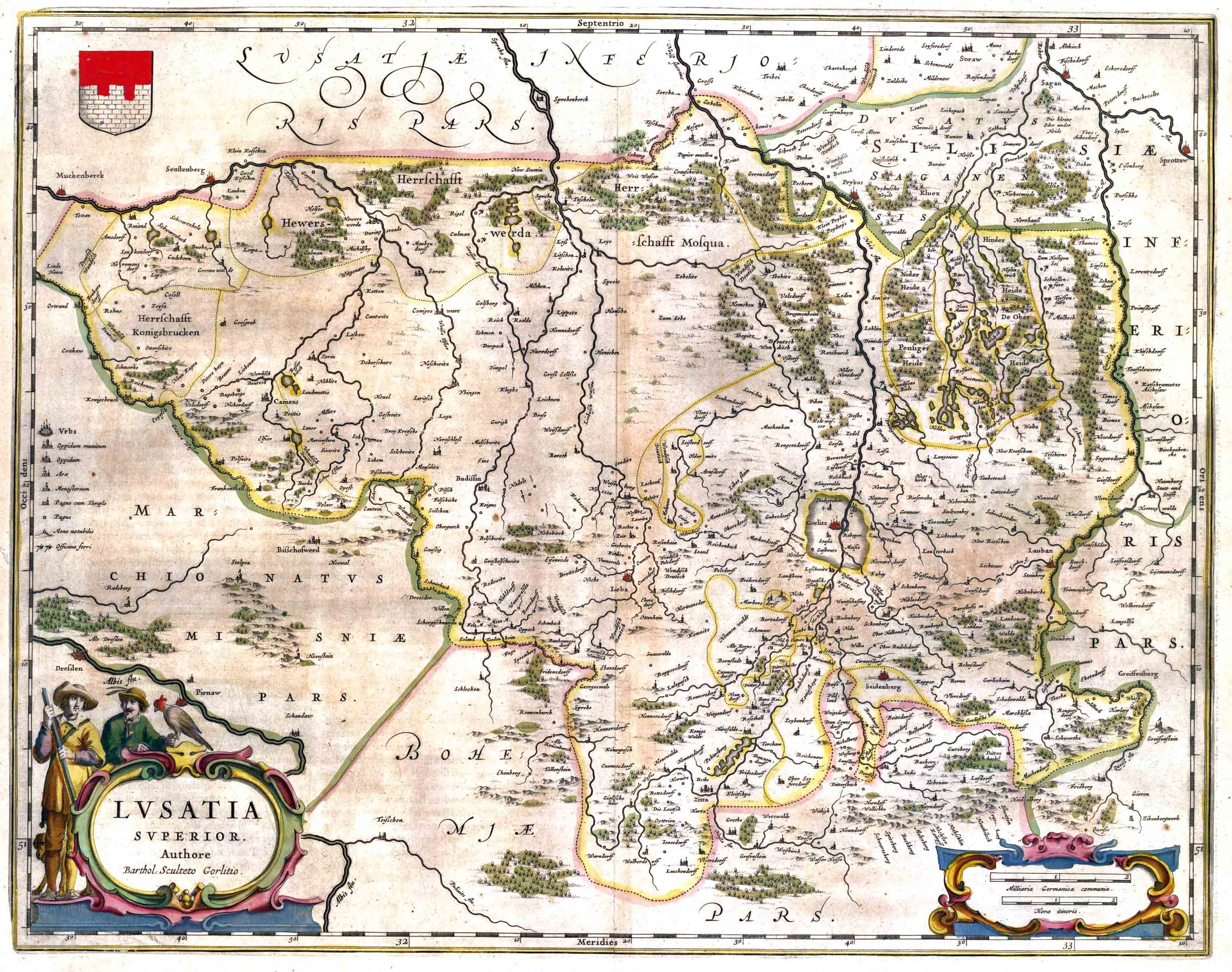
Mapa Horní Lužice z roku 1635
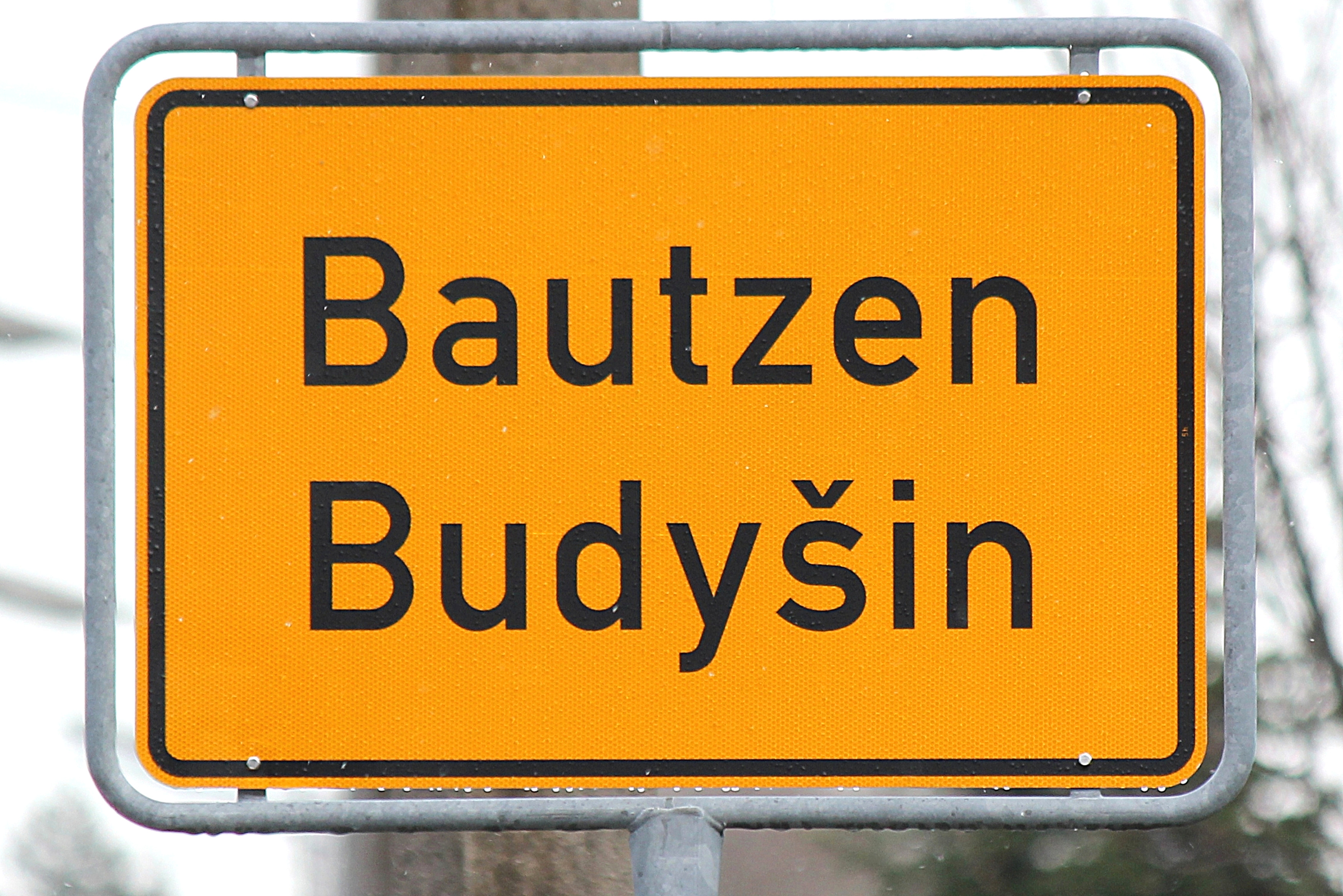
Dvojjazyčný nápis v Budyšíně.